# Flaming Gorge Reservoir

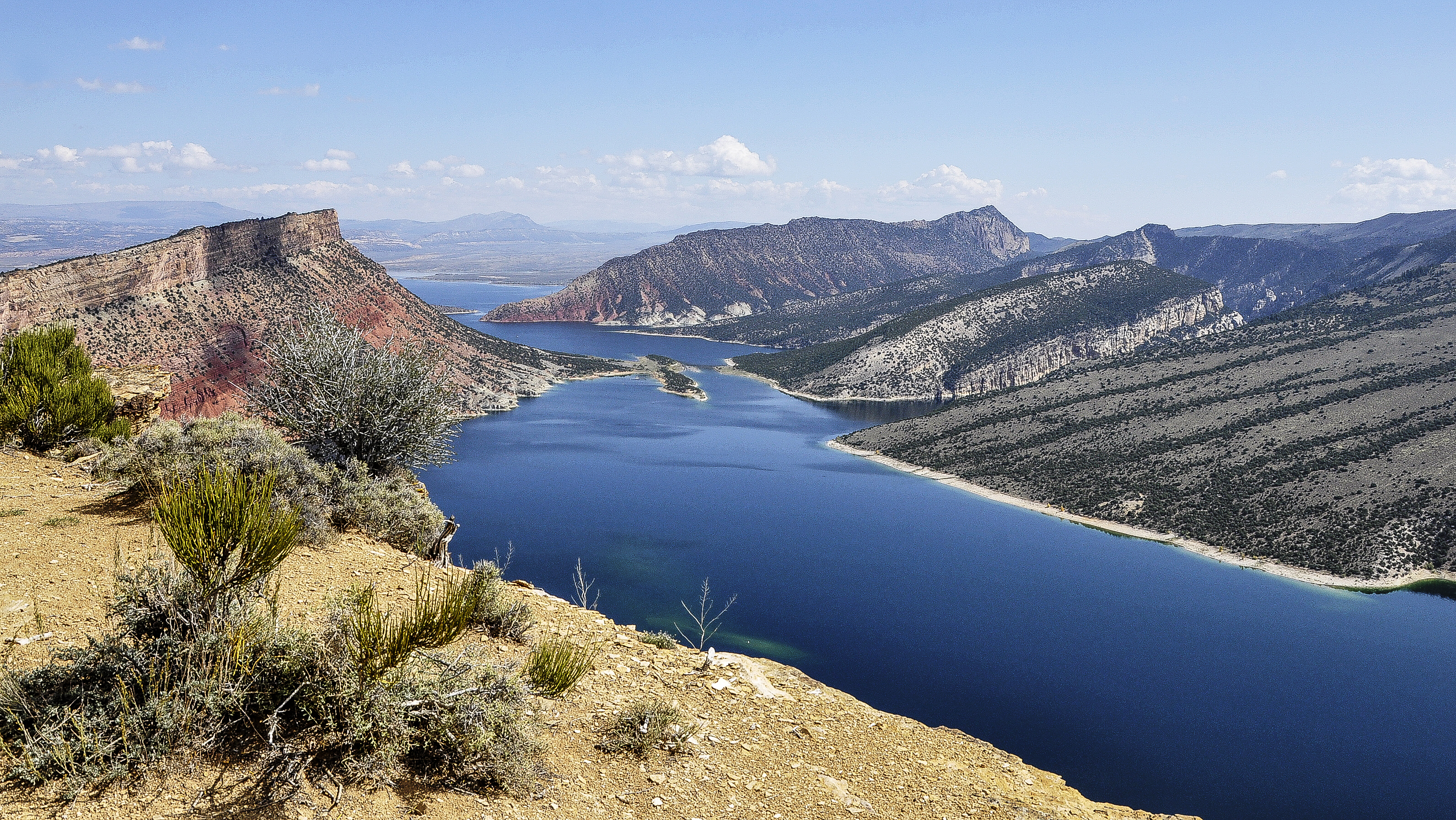
Het Flaming Gorge Reservoir in Utah

Het Flaming Gorge Reservoir (Nederlands: Vlammende kloofreservoir ) is een 146 km lang stuwmeer dat ontstond door de aanleg van de Flaming Gorge Dam op de Green River in de periode tussen 1958 en 1964. Het wateroppervlak bereikt een maximumhoogte van 1840 m boven de zeespiegel. Het stuwmeer bevat maximaal 4,6 km³ water. Het kreeg zijn naam van de Amerikaanse ontdekkingsreiziger John Wesley Powell toen hij in 1869 dit gebied verkende en de opvallend rode zandsteen zag in dit deel van het dal van de Green River. Het stuwmeer ligt binnen het Flaming Gorge National Recreation Area.

## Locatie
Het Flaming Gorge Reservoir ligt voor het grootste deel in het zuidwesten van de staat Wyoming en voor het overige deel in het noordoosten van de staat Utah. Het ligt 23 km ten zuidwesten van Rock Springs, 69 km ten noorden van Vernal terwijl de noordelijke tip 16 km ten zuidoosten ligt van de plaats  Green River.

## Geologie
De bodem van het stuwmeer bestaat uit een smalle kloof van zandsteen en hard kwartsiet, afgewisseld met lagen van siltsteen, schalie en argilliet.

## Recreatie
Allerlei activiteiten zijn mogelijk binnen het Flaming Gorge National Recreation Area. Wandelen, pleziervaart, hengelen, windsurfen, kamperen, langlaufen en sneeuwscooteren zitten allemaal in het aanbod van dit gebied. 
In het stuwmeer komen de Cutthroat-forel, de gewone forel, de regenboogforel, de Amerikaanse meerforel en de rode zalm  voor.

## Afbeeldingen

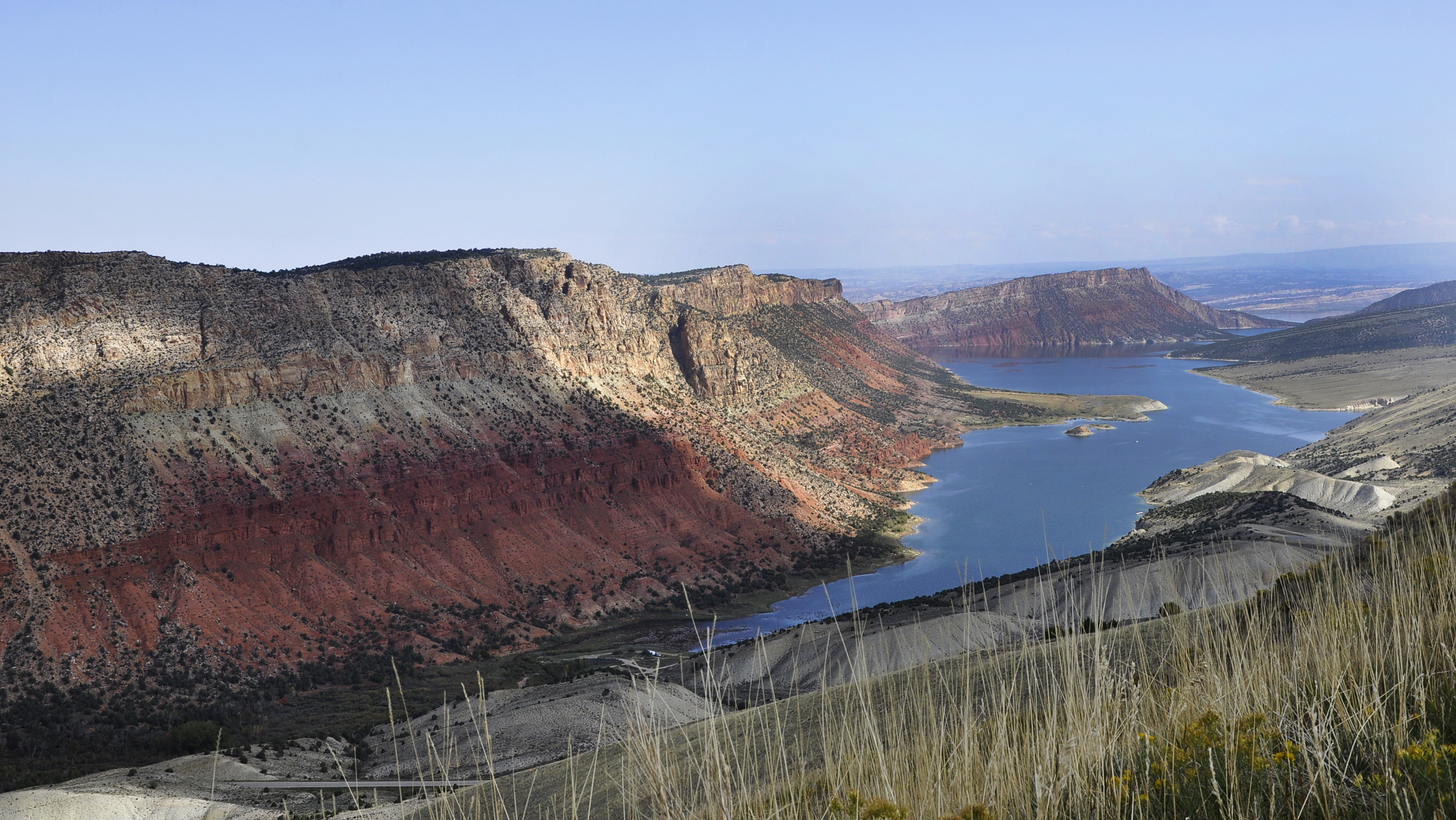
Flaming Gorge Reservoir in Utah, vanaf de Sheep Creek Overlook met de opvallend roodgekleurde zandsteen
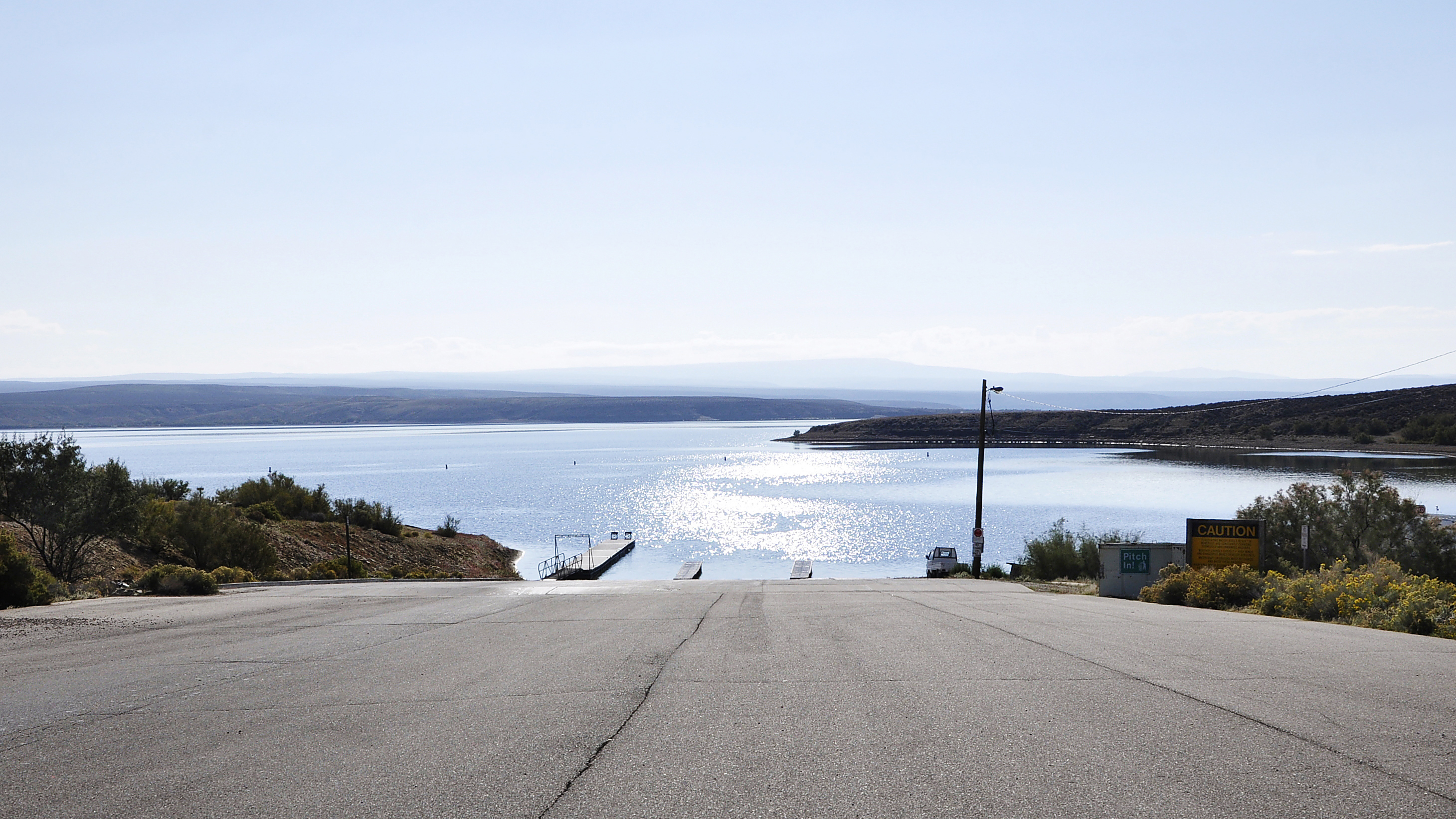
De Buckboard Marina van het Flaming Gorge Reservoir te Wyoming